# ميناتو ناميكازي
ميناتو ناميكازي (باليابانية: 波風ミナト) ويلقب أيضًا باسم الهوكاجي الرابع، هو الذي أنقذ القرية من الكيوبي (وحش ثعلب ذو تسعة ذيول) وختمه داخل ناروتو باستخدام جوتسو استدعاء ملك الموت الذي ابتكرته عشيرة الاوزماكي

## عائلته
ميناتو زوج لكوشينا اوزماكي وأب لأوزماكي ناروتو وجد لكل من بوروتو أوزوماكي وهيماواري اوزوماكي وهو مدرب كاكاشي وأبيتو ورين وهو تدرب على يد جيرايا.

## مظهره
ميناتو شخص طويل القامة إلى حد ما ذو بشره بيضاء وشعر اصفر شائك وعيون زرقاء
كناروتو تماما وقد ذكر جيرايا بان ميناتو كان بالشخص الوسيم جدا الذي يجذب انتباة
الفتيات وكان يرتدي زي كونوها الرسمي حامية الجبين والسترة الواقية مع الصنادل
وبعد أن أصبح الهوكاجي أصبح يرتدي معطف ابيض طويل فوق لباسه العادي وهذه
السترة تحتوي على زخارف بشكل نيران مع كلمة الهوكاجي الرابع متكتوبة عموديا أسفل المعطف

## ذكائه
ان الذكاء هو واحد من أهم عوامل القوة الذي يميز الشينوبي وقد كان ميناتو ذكياً كما
وصفة جيرايا وقال عنه انه العبقري الذي يظهر مرة واحدة في كل جيل فكان هو
الوحيد الذي لاحظ بان كوشينا تترك اثارا بواسطه شعرها المميز لانه كان احمر اللون
فانقذها من الاختطاف وكذلك هو بين لكاكاشي نقطا ضعف وقوة التشيدوري إضافة
إلى أنه قام بمجاراة توبي وهزيمته وفك ارتباطه بالكيوبي وهذه يدل على أنه كان واحدا من اقوى وأذكى النينجا.

## قوته
يتميز ميناتو بسرعته ومهارات الزمان والمكان مثل تقنية اله الرعد الطائر وتقنية حاجز النقل، وايضاً يتميز بأختامه
المتعددة مثل ختم التعهد وختم استدعاء ملك الموت، وايضاً يتميز بمهارات الهجومية مثل الراسينجان وكان يتقن استعمال الكوناي ووضع به ختم للإستدعاء من أجل طلب النجدة وبإمكانه إستدعاء الضفدع الضخم.

## أدواته
هذه كوناي غريبة الشكل أهداها الهوكاجي الرابع لـهاتاكي كاكاشي عندما أخذ منصب الجونين . وفي هذه الكوناي قدرة تجعل الهوكاجي يحس عندما تستعمل . أي أنه يستطيع أن يحس بــ هاتاكي كاكاشي حين يستعملها وهذا يدل على أن الأمر خطير...

## طفولته
عندما كان ميناتو في الاكادمية كان بفرقته زميلة وزوجته المستقبلية اوزوماكي كوشينا وكان يحلم بأن يكون هوكاجي على كونوها وأن يكون معترف به من قبل سكان كونوها ولكن كوشينا اعتبرته حلما مستحيلا لشخص مثل ميناتو . وعندما اختطفت كوشينا من قبل نينجا من قرية الغيمة كان ميناتو هو الوحيد الذي لاحظ انها تترك اثارا عن طريق شعرها لكي يعرفوا مكانها وينقذوها فانقذها ميناتو ولم تعد تعتبره بعد هذه الحادثة شخصا تافها . تخرج ميناتو من الاكاديمية بعمر 10 سنوات ليصبح جينين في فريق جيرايا الذي ابدى اهتماما خاصاً به حتى اعتقد أنه قد يكون طفل النبوءة الذي قد ينقذ العالم يوما ما.

## حرب الشينوبي الثالثة
شارك ميناتو وفريقه المكون من كاكاشي واوبيتو ورين في الحرب العالمية الثالثة في
مهمة تدمير جسر كانابي في قرية الصخر المخفية وكان قد أصبح كاكاشي جونين
في ذلك الوقت انقسم الفريق إلى قسمين بعد أن قام ميناتو بقتل ماهيرو الذي كان
واحد من شينوبي قرية الصخر وقد استغل شركاء ماهيرو ذهاب ميناتو وقاموا بخطف
رين ليتم استجوابها ولكن كاكاشي قال لنكمل المهمة فالذي لا ينفذ القوانين هو حثالة
لكن اوبيتو قال له والذي يترك اصدقاءه فهو اسوء من الحثالة فقام كاكاشي واوبيتو
بالذهاب لإنقاذ رين ودارات معركة بين كاكاشي وشينوبي قرية الصخر ففقد كاكاشي
عينه وأثناء الإنقاذ انهار الكهف وسقطت الصخور على جسم اوبيتو وسحقته فاهدى
اوبيتو لكاكاشي عين الشارينجان حزن كاكاشي ورين كثيرا على موت واوبيتو ولكن
كان عليهم الهرب قبل وصول التعزيزات وانهيار الكهف ووصل ميناتو الآن إلى موقع
المعركة وهزم جميع شينوبي قرية الصخر وتم إكمال المهمة وتدمير الجسر.

## تعيينه هوكاجي
بعد انتهاء حرب الشينوبي الثالثة تم تعيين ميناتو وهو في عمر الثلاثين ليصبح هوكاجي
على قرية الورق وخلال هذه الفترة قام بتدريب حرس الهوكاجي لكي يساعدوا
الهوكاج في أداء واجباته على اتم وجه وقد كان خير هوكاجي للقرية فهو الذي ضحى
بنفسه من أجل حماية القرية من الكيوبي

## حادث الكيوبي
كانت كوشينا زوجة الهوكاجي الرابع هي جينشوريكي الكيوبي فعندما يحين وقت
الولادة يضعف الختم ويصبح من السهل كسره ولذلك قامت كونوها بترتيبات خاصه
من أجل حماية كوشينا وذلك بجعل ولادتها امرا سريا وارسالها إلى كهف معزول مع
الانبو والهوكاجي الرابع للحفاظ على الختم.كان توبي يعرف بأمر ضعف الختم وقد تعقب كوشينا وميناتو وأثناء وقت الولادة قام بقتل الانبو ودخول الكهف وحاول أخذ ناروتو كرهينه لكن كان ميناتو سريعا جدا بحيث أنه انقذ ناروتو ولكن هذا اعطى الوقت لتوبي ليهرب مع كوشينا قام توبي بفك الختم وإخراج الكيوبي وقد سيطر عليه بواسطة الشارينجان ولكن وصل ميناتو في هذا الوقت وانقذ كوشينا ووضعها بجانب ابنها في مكان آمن ثم عاد للدفاع عن القرية ولكن توبي اعترض طريقه ودارت معركة بين توبي وميناتو وكان ميناتو سريعا بما فيه الكفاية لمجراة تقينه توبي الشفافية والقضاء عليه بواسطه الراسينجان وفصله عن الكيوبي .ذهب ميناتو الآن لمواجه الكيوبي فنقله بعيدا عن قرية كونوها وكان امل عودته إلى كوشنا لتصبح مستضيفته ضعيفا جدا فتطوعت كوشينا أن تموت هي والكيوبي معا ولكن ميناتو قال سيختل توازن العالم إذا قُتل أحد وحوش البيجو فقام بختمه داخل جسد ابنه ناروتو بختم العناصر الأربعة وختم نصف تشاكرا الكيوبي في جسده بواسطه شيكي فوجين ولكن هذا يتطلب أخذ روح مستخدم التقنية أيضا فمات ميناتو ولكنه وضع جزء من طاقته داخل ناروتو ليراه عندما يكون الختم على وشك الكسر وقال كل من ميناتو وكوشينا كلماتهما الأخيرة لابنهما ناروتو.

## هجوم بين على كونوها
في الوقت الذي كان يواجه فيه ناروتو باين كان الختم على وشك الانكسار والكيوبي
على وشك الخروج ولكن ظهر الهوكاجي الرابع ميناتو ومنع ناروتو من كسر الختم
واعاد تقويته وقام ميناتو باخبار ناروتو بانه هو والده وانه صحيح ان باين هو من قام
بقتل جيرايا وتدمير كونوها ولكن هناك أحد امره بذلك انه الشخص ذو القناع من
الاكاتسكي وقال انه هو نفسه الذي سيطر على الكيوبي قبل 16 سنة وامره
بمهاجمة كونوها.

## حرب الشينوبي الرابعة
لكى يعرف ساسكي كل شيء، قام اورتشيمارو باستدعاء الهوكاجي الأربع السابقين عن طريق التضحية بزيستو
بعدما قام ساسكي باستجواب الهوكاجي السابقين، قام ميناتو بأنتقال إلى موقع حرب الشنوبى حيث
قام بنقل قنبلة-بيجو الخاصة بجيوبي عن طريق استخدام تقنية حاجز النقل، ثم قام باستخدام تشاكرا الكيوبي
لأول مرة وبمساعدة الهوكاجي قاموا بصنع حاجز لقمع قوى الجيوبي، بعدما عاد اوبيتو من معركته مع كاكاشي
في البعد الآخر قام ميناتو بمهاجمته بعد إدراكه انه ذلك المقنع الذي قابله منذ ستة عشر عاماً عن طريق تقنية اله الرعد الطائر، وفجأة قام اوبيتو بختم الجيوبي ليكون صاحب ذيل الجيوبي الجديد، حاول ميناتو مرة أخرى مهاجمة اوبيتو ولكنه
فشل وبعدها قام اوبيتو باستخدام تقنية تقوم على الغاء تأثير الايدوتنسي فأدى ذلك إلى فقدان ذراعه، بعدها ساعد
ميناتو وتوبيراما ساسكي وناروتو لأصابة اوبيتو باستخدام تقنية تبادر الدائرة الفوري ولكنهم فشلوا بسب عدم تأثير
النينجستو وبعد صراع طويل يتمكنون من تفريق الجيوبي مرة أخرى وتحرير وحوش البيجو والقضاء على أوبيتو.